# Мимезис
Мимезис стгрч. μίμησις, mīmēsis) је термин који се користи у књижевној критици и филозофији који носи широк спектар значења, укључујући imitatio, имитацију, нечулну сличност, пријемчивост, представљање, мимикрију, чин изражавања, чин наликовања и представљање себе. Појам мимезис већ дуго времена се користи у западној филозофији, а западна естетика је тај појам увела у тумачење процеса имитације или неке врсте опонашања. Имитација је представљала нешто што је увек мање вредно и важно у односу на сâм предмет опонашања или оригинал. Још од Старих Грка па до данашњих дана, цела традиција је у том појму видела нешто негативно. С једне стране, концепт мимезиса се узимао у обзир када је суђено о уметничким делима, а с друге када се судило самој метафизици.
У савременој филозофији, Платонова критика уметности добија једну нову, савременију форму која се може свести на то, да је концепт мемезе само један од елемената класичне метафизике и која уметност схвата само као “дериват” природе. Мимезис не имитира природу, па самим тим он ништа ни имитира или опонаша, али ако се у њему ствара стварност, истина или природа, мемезис функционише и то као, као момент који се испуњава у тренутку када се испуњава и сама стварност. Мимезис, према томе, као додатак саме стварности, представља и саму стварност по себи.. Са друге стране, ако мимезис не имитира природу већ је конституише, онда је сам процес мимезиса процес који ствара нешто из ничега - закон о невластитости који је својствен мимезису.
Сам мимезис не припада никоме, а Платон, је говорио да је онај који имитира најгори од своје врсте јер: „... он је у процесу опонашања нико, чиста маска или чисти лицемер и као такав врло неодредив (inassignable), сакривен, и немогуће га је сместити у одређену врсту или фиксирати га за једну функцију која би била његова властита...“

## Класичне дефиниције

### Платон
Платон и Аристотел су у мимезису видели представу природе, укључујући и људску природу, како се огледа у драмама тог периода. Платон је писао о мимезису и у Јону и у Републици (књиге II, III, и X). У Јону, он наводи да је поезија уметност божанског лудила, или инспирације. Пошто је песник подложан овом божанском лудилу, уместо да поседује 'уметност' или 'знање' (техне) субјекта, песник не говори истину (као што је окарактерисано Платоновим извештајем о формама). Како Платон каже, истина је брига филозофа. Како се култура у то време није састојала од усамљеног читања књига, већ од слушања представа, рецитала говорника (и песника), или глуме класичних глумаца трагедије, Платон је у својој критици тврдио да позориште није довољно у преношењу истине. Био је забринут да су глумци или говорници тако могли да убеде публику реториком, а не говорећи истину.
У другој књизи Републике, Платон описује Сократов дијалог са својим ученицима. Сократ упозорава да не треба озбиљно да сматрамо поезију способном да достигне истину и да ми који слушамо поезију треба да се чувамо њених завођења, јер песнику нема места у нашој идеји о Богу.‍:377
Развијајући ово у Књизи X, Платон је представио Сократову метафору о три кревета: један кревет постоји као идеја коју је створио Бог (Платонов идеал, или облик); једну прави столар, по угледу на Божју идеју; а једну је урадио уметник по угледу на столара.‍:596–9
Дакле, уметников кревет је два пута удаљен од истине. Они који копирају дотичу само мали део ствари онаквим какви заиста јесу, при чему кревет може изгледати другачије из различитих углова, гледано искоса или директно, или опет другачије у огледалу. Дакле, сликари или песници, иако могу да сликају или описују столара, или било ког другог творца ствари, не знају ништа о столарској (занатлијској) уметности, и иако што су они бољи сликари или песници, то су њихова дела вернија, то уметност више личи на стварност столара који прави кревет, али имитатори ипак неће достићи истину (Божјег стварања).
Песници, почев од Хомера, далеко од усавршавања и васпитања човечанства, не поседују знање занатлија и само су имитатори који изнова преписују слике врлине и рапсоде о њима, али никада не допиру до истине на начин на који то чине врхунски филозофи.

### Аристотел
Слично Платоновим списима о мимезису, Аристотел је такође дефинисао мимезис као савршенство и имитацију природе. Уметност није само имитација, већ и употреба математичких идеја и симетрије у потрази за савршеним, ванвременским и супротстављеним бићем. Природа је пуна промена, пропадања и циклуса, али уметност може да тражи и оно што је вечно и прве узроке природних појава. Аристотел је писао о идеји четири узрока у природи. Први, формални узрок, је као нацрт, или бесмртна идеја. Други узрок је материјални узрок, или оно од чега је ствар направљена. Трећи узрок је ефикасан узрок, односно процес и агенс којим се ствар ствара. Четврти, коначни узрок, је добро, или сврха и крај ствари, познат као телос.
Аристотелова Поетика се често помиње као пандан овој платонистичкој концепцији поезије. Поетика је његов трактат на тему мимезиса. Аристотел није био против књижевности као такве; навео је да су људска бића миметичка бића, која осећају порив да стварају текстове (уметност) који одражавају и представљају стварност.
Аристотел је сматрао важним да постоји одређена дистанца између уметничког дела с једне стране и живота с друге стране; сазнање и утеху се црпе из трагедија само зато што нам се не дешавају. Без ове дистанце, трагедија не би могла довести до катарзе. Међутим, подједнако је важно да текст изазива идентификацију публике са ликовима и догађајима у тексту, а уколико до те идентификације не дође, он не дотиче публику. Аристотел сматра да се управо „симулираном представом“, мимезисом, одговара на глуму на сцени, која преноси оно што ликови осећају, да би се на тај начин саосећало са њима кроз миметичку форму драмске игре улога. Задатак драматурга је да произведе трагичну представу како би остварио ову емпатију помоћу онога што се дешава на сцени.
Укратко, катарза се може постићи само ако се види нешто што је и препознатљиво и удаљено. Аристотел је тврдио да је књижевност занимљивија као средство учења од историје, јер се историја бави конкретним чињеницама које су се десиле и које су контингентне, док се књижевност, иако се понекад заснива на историји, бави догађајима који су се могли десити или би требало да се десе.
Аристотел је драму сматрао „имитацијом радње”, а трагедију „падањем са вишег на ниже стање” и тако бива уклоњена у мање идеалну ситуацију у трагичнијим околностима него раније. Он је поставио ликове у трагедији као боље од просечног човека, а ликове из комедије као лошије.
Мајкл Дејвис, преводилац и коментатор Аристотела, пише:
| „ | На први поглед, мимезис изгледа као стилизација стварности у којој су обичне особине нашег света извесним претеривањем доведене у фокус, при чему је однос имитације према предмету који имитира налик на однос плеса према ходању. Имитација увек подразумева одабир нечега из континуума искуства, чиме се постављају границе ономе што заиста нема ни почетак ни крај. Мимезис укључује уоквиривање стварности које најављује да оно што је садржано у оквиру није једноставно стварно. Дакле, што је имитација „стварнија“, то постаје лажнија. | ” |

### Контраст дијегези
Платон и Аристотел су такође супротставили мимезис и дијегезу (грчки: διήγησις). Мимезис показује, а не говори, путем директно представљене радње која се изводи. Дијегеза је, међутим, причање приче од стране наратора; аутор радњу приповеда посредно и описује шта је у мислима и емоцијама ликова. Наратор може говорити као одређени лик или може бити „невидљиви приповедач” или чак „свезнајући приповедач” који говори одозго у облику коментарисања радње или ликова.
У Књизи III своје Републике (око 373. п. н. е.), Платон испитује стил поезије (израз укључује комедију, трагедију, епску и лирску поезију): све врсте приповедају догађаје, тврди он, али на различите начине. Он прави разлику између нарације или извештаја (диегесис) и имитације или репрезентације (мимезис). Трагедија и комедија, наставља он са објашњењем, потпуно су имитативни типови; дитирамб је у потпуности наративан; а њихов спој се налази у епској поезији. Када извештава или приповеда, „песник говори у својој личности; он нас никада не наводи да претпоставимо да је неко други; када имитира, песник производи „асимилацију себе са другим, било употребом гласа или гестом.“ У драмским текстовима песник никада не говори директно; у наративним текстовима сам песник говори.
У својој Поетици, Аристотел тврди да се врсте поезије (термин укључује драму, музику за флауту и музику за лиру за Аристотела) могу разликовати на три начина: према свом медију, према њиховим објектима, и према њиховом начину или маниру (одељак I); „Пошто је медијум исти, и предмети исти, песник може да опонаша нарацијом — у том случају може или да узме другу личност, као што то Хомер чини, или да говори у својој личности, непромењен — или може да представи све своје ликове као живе и покретне пред нама.“
Иако мимезис схватају на сасвим различите начине, његов однос са дијегезом је идентичан у Платоновим и Аристотеловим формулацијама.
У лудологији, мимезис се понекад користи да се односи на самодоследност представљеног света и доступност рационализације у игри за елементе игре. У овом контексту, мимезис има повезану оцену: каже се да високо самодоследни светови који дају објашњења за своје загонетке и механику игре показују виши степен мимезиса. Ова употреба се може пратити уназад до есеја „Злочини против мимезиса“.